# Salah Shehadeh
Salah Mustafa Muhammad Shehadeh (àrab: صلاح مصطفى محمد شحادة, Ṣalāḥ Muṣṭafà ʿAlī Xaḥāda; Bait Hanun, 24 de febrer de 1953 – Gaza, 22 de juliol de 2002) va ser un membre del moviment islamista palestí Hamàs. Va liderar la branca militar de les Brigades Izz ad-Din al-Qassam de Hamàs fins al seu assassinat per Israel el 2002.

## Activitat
Nascut a Gaza i membre de Hamàs des de la formació del grup el 1987, Shehadeh es va convertir ràpidament en un dels seus líders més influents. Va ser arrestat dues vegades per les autoritats israelianes, el 1984 i el 1988. Després de la mort de Yahya Ayash, el 1996, Shehadeh va esdevenir un dels líders principals del grup, juntament amb Mohammed Deif i Adnan al-Ghoul.
Durant la Intifada d'Al-Aqsa, Israel va acusar Sheladeh de ser el cervell de diversos atacs contra soldats i civils israelians a la Franja de Gaza i a territori israelià. Va ser condemnat a dotze anys de presó però va ser alliberat el 14 de maig de 2000. Es va informar que Sheladeh estava involucrat en la producció de coets Qassam, disparats contra objectius israelians, i altres armes casolanes, així com en el contraban d'equipament militar a Gaza.
Sheladeh va liderar la branca militar de les Brigades Izz ad-Din al-Qassam de Hamàs durant un període de campanyes d'atacs suïcides contra objectius civils, que van causar la mort de centenars de civils israelians. Com a líder de la branca militar de Hamàs, va supervisar els comandants de camp de Hamàs a Gaza i Cisjordània i va definir la política d'atacs de l'organització islamista palestina.

## Assassinat
El 22 de juliol de 2002, les Forces de Defensa d'Israel van atacar la casa on vivia Sheladeh, utilitzant una bomba d'una tona llançada per un avió F-16, en un barri del districte d'al-Daraj a la ciutat de Gaza. Vuit cases van ser completament destruïdes, nou parcialment destruïdes i unes altres 20 van resultar malmeses. Quinze persones van morir, incloent Sheladeh, la seva dona i la seva filla, així com set membres de la família Matar que vivien al costat. Set nens estaven entre els morts. Entre 50 i 150 persones van resultar ferides com a resultat de l'atac.
27 pilots israelians de reserva, incloent Iftach Spector, van signar una carta refusant volar en missions d'assassinat selectiu a Gaza i Cisjordània en protesta per l'operació.

### Reacció
L'atac va rebre una condemna generalitzada de les nacions de l'Orient Mitjà, l'Europa occidental i els Estats Units. Ariel Xaron el va elogiar inicialment com «un dels nostres majors èxits», però més tard va dir a Yediot Ahronot que «si n'hagués sabut el resultat, hauria ajornat l'assassinat». El representant nord-americà pels afers palestins Hady Amr va escriure: «150 milions de nens i la joventut del món àrab ara té televisors, i mai, mai oblidaran el que el poble israelià, l'exèrcit israelià i la democràcia israeliana han fet als nens palestins». Per la seva banda, Yasser Abed Rabbo, ministre palestí de l'Informació, va qualificat l'atac de «crim de guerra».